# Мандали
Мандали́ (араб. مندلي‎) — город на востоке Ирака, расположенный на территории мухафазы Дияла.

## Географическое положение
Город находится в восточной части мухафазы, в центральной части Месопотамской низменности, на высоте 130 метров над уровнем моря.

Мандали расположен на расстоянии приблизительно 82 километров к востоку от Баакубы, административного центра провинции и на расстоянии 105 километров к востоку-северо-востоку (ENE) от Багдада, столицы страны.

## Население
По данным последней официальной переписи 1965 года, население составляло 10 951 человек.
Динамика численности населения города по годам:
| 1965   | 2012  |
| ------ | ----- |
| 10 951 | 6 074 |

## Террористические акты
- 30 января 2007 года — террорист-смертник подорвал себя у входа в местную шиитскую мечеть. В результате, погибло 12 человек, около 40 получили ранения[6].
- 7 марта 2007 года — террорист-смертник взорвал себя в одном из городских кафе. Тридцать человек погибло и 29 было ранено[7].
- 23 мая 2007 года — террорист-смертник взорвал себя в одном из магазинов Мандали. В результате, погибли 15 человек, ещё 20 получили ранения[8].